# Litoralia cordillerana
Litoralia cordillerana is een hooiwagen uit de familie Cosmetidae.